# Віраварман II
Віраварман II (д/н — після 1315) — магараджа Джеджа-Бхукті з близько 1311 року.

## Життєпис
Походив з династії Чандела. Ймовірно син Хамміравармана. Відомості про нього обмеженні. Засвідчений лише одним написом 1315 року. Вважається, що посів трон близько 1311 року. Він обмежувався простим титулом магараджа (без застосування колишніх пишних та почесних титулів), що свідчить про повну залежність від Делійського султанату.
Ймовірно скористався розгардіяжем в делійському султанаті після смерті Алауддіна Хілджі, відвоювавши фортецю Каланджара. Припускають, що у 1321 році визнав зверхність султана Ґіятх ал-Дін Туґлака.
Завершення панування точно невідомо. Ймовірно втратив більшість володінь напочатку правління Мухаммада бін Туґлака. Саме в цей час припинила уснувати держава Джеджа-Бхукті. Його нащадки були раджами Каланджари до 1545 року.